# John Leach (Royal Navy)
John Catterall Leach, (également connu sous le surnom de Jack), né en 1894 et mort en 1941, était un officier britannique de la Royal Navy. Il était le commandant du cuirassé Prince of Wales, ayant participé à la bataille du détroit du Danemark pendant la Seconde Guerre mondiale.

## Biographie
Son navire participe à la bataille du détroit de Danemark lors de la poursuite du Bismarck.
Il perd la vie lors de la destruction de son navire, le HMS Prince of Wales coulé en même temps que le croiseur de bataille HMS Repulse par les avions de l'empire du Japon le long des côtes de Kuantan (mer de Chine méridionale), le 10 décembre 1941, dans les premiers jours de la bataille de Malaisie.